# Louise Flierl
Beate Maria Louise Flierl (geb. Auricht; * 20. Mai 1861 in Tanunda; † 5. Oktober 1934) war eine Pionierin der Missionsgeschichte in Neuguinea. In Hahndorf in Australien war ihr das von 1998 bis 2018 bestehende Louise Flierl Mission Museum gewidmet.

## Leben
Louise Auricht war die Tochter preußischer Einwanderer und hatte sieben Geschwister. Ihre Mutter, Maria Elisabeth Paech, wurde in Kay  in der Brandenburger Neumark geboren und kam 1838 im Alter von vier Jahren mit ihren Eltern nach Australien. Ihr Vater Johann Christian Auricht wurde in Chlastawa, Groherzogtm Posen geboren. Im Alter von sechs Jahren emigrierte er zusammen mit seinen Eltern und einem zwei Jahre jüngeren Bruder nach Australien und wurde später Pastor. Am 5. Oktober 1882 heiratete Louise Auricht den deutschen Missionar Johann Flierl. Er hatte 1878 in einem Brief an Christian Auricht den Wunsch geäußert, seine älteste Tochter heiraten zu wollen. Das Paar lernte sich 1880 erstmal persönlich kennen.
Nachdem der nordöstliche Teil der Insel Neuguinea 1885 deutsche Kolonie geworden war (Kaiser-Wilhelms-Land), reiste ihr Ehemann 1886 als erster protestantischer Missionar in das neue deutsche Schutzgebiet. Nach seiner Ankunft am 12. Juli gründete er eine Missionsstation in Simbang bei Finschhafen. Louise folgt ihm im Jahr 1888. Ihre Ankunft erfolgte am 8. Juni 1888. Damit war sie die erste protestantische Missionarsfrau in Neuguinea. 1890 kam dort Tochter Dora zur Welt. 1892 folgte Sohn Wilhelm auf der Station Simbang II. 1894 erblickte Tochter Elisabeth in der Missionsstation auf dem Sattelberg das Licht der Welt. Bei der Geburt ihres vierten Kindes Johannes, der im Jahre 1895 ebenfalls auf dem Sattelberg zur Welt kam, kam es zu Komplikationen, an denen Louise fast verstorben wäre.
Louise Flierl siedelte 1930 nach mehr als 40 Jahren Missionsarbeit in Neuguinea wieder nach Australien über. Im Oktober 1933 erlitt sie einen Schlaganfall, von dem sie sich gut erholte, an größeren Reisen ihres Ehemanns nahm sie aber nicht mehr teil. Sie starb am Nachmittag des 5. Oktobers 1934, an ihrem 52. Hochzeitstag, im Alter von 73 Jahren.
Die Tochter Elise heiratete den Missionar und Sprachwissenschaftler Georg Pilhofer. Einer von dessen Enkeln ist der evangelisch-lutherische Theologe Peter Pilhofer.

## Bedeutung
Das Leben der Missionarsfrauen rückte durch die feministische Missionsforschung in der jüngeren Vergangenheit in den Fokus. Durch Briefe Louise Flierls sowie die zahlreichen Schriften ihres Mannes sind ihr Leben, ihre Motivation zur Heirat eines Missionars sowie ihre Sicht auf den Alltag und die Menschen in ihrer Umgebung gut dokumentiert und somit erforschbar. Flierl erfüllte als Missionarsgattin eine Aufgabe, die auch die Frauenmissionen erfüllten. Sie sollten „Frauenarbeit für Frauen“ leisten. Sie sollten dort Einfluss ausüben, wo die Männer kulturell wenig Zugang hatten. Frauen wirkten auch auf die einheimische Bevölkerung weniger bedrohlich. Dass Flierls Ehemann eine ihm nicht persönlich bekannte Frau ansprach, um ihm als Ehefrau in den Missionsdienst zu folgen, und dies auf ein positives Echo stieß, ist dabei nicht untypisch.

## Würdigung
1998 eröffnete das nach ihr benannte Louise Flierl Mission Museum in der ehemaligen lutherischen St. Pauls-Kirche in Hahndorf. Das Gebäude wurde 2018 verkauft und das Museum deshalb verlagert. Nach der Wiedereröffnung in North Adelaide im Jahr 2019 wurde es in Wantok Place umbenannt. Das Pidgin-Wort „wantok“ (englisch für „one-talk“) steht für eine Person, die die gleiche Sprache spricht, die freundschaftlich oder partnerschaftlich verbunden ist. Das Museum zeigt historische Alltagsgegenstände und Fotografien aus dem lutherischen Missionen in Neuguinea sowie Kulturobjekte aus nicht christlicher Tradition.
Die Ausstellung „Mi stori“ zur 125-jährigen Missionsgeschichte in Neuguinea mit 13 Lebensläufen von Frauen begann mit der Station zu Louise Flierl.
Ihr Ehemann Johann Flierl schrieb über sie 1929: „... und mein treue Lebensgefährtin hielt ihren Einzug, die älteste Tochter des guten seligen Pastors Auricht, mit seinem warmen Herzen auch für die Heiden. Die Tochter war dem Vater sehr ähnlich mit Sinn für die Mission und Liebe zu den Eingeborenen...“